# Liste der Bodendenkmäler in Kößlarn
Auf dieser Seite sind die Bodendenkmäler in dem niederbayerischen Markt Kößlarn zusammengestellt. Diese Tabelle ist eine Teilliste der Liste der Bodendenkmäler in Bayern. Grundlage ist die Bayerische Denkmalliste, die auf Basis des Bayerischen Denkmalschutzgesetzes vom 1. Oktober 1973 erstmals erstellt wurde und seither durch das Bayerische Landesamt für Denkmalpflege geführt wird. Die folgenden Angaben ersetzen nicht die rechtsverbindliche Auskunft der Denkmalschutzbehörde.

## Bodendenkmäler in Kößlarn
| Lage                                    | Objekt | Akten-Nr.     | Bild           |
| --------------------------------------- | --- | ------------- | -------------- |
| (Standort)                              | Grabhügel vorgeschichtlicher Zeitstellung. | D-2-7644-0001 |                |
| (Standort)                              | Schürfgrubenfeld vor- und frühgeschichtlicher oder mittelalterlicher Zeitstellung.                                                                                 | D-2-7644-0002 |                |
| (Standort)                              | Siedlung des Neolithikums. | D-2-7644-0003 |                |
| (Standort)                              | Grabhügel vorgeschichtlicher Zeitstellung. | D-2-7644-0004 |                |
| (Standort)                              | Turmhügel des Mittelalters. | D-2-7644-0005 |                |
| (Standort)                              | Schürfgrubenfeld vor- und frühgeschichtlicher oder mittelalterlicher Zeitstellung.                                                                                 | D-2-7644-0006 |                |
| (Standort)                              | Schürfgrubenfeld vor- und frühgeschichtlicher oder mittelalterlicher Zeitstellung.                                                                                 | D-2-7644-0007 |                |
| (Standort)                              | Siedlung vor- und frühgeschichtlicher Zeitstellung. | D-2-7644-0039 |                |
| Marktplatz 35; Marktplatz 39 (Standort) | Untertägige spätmittelalterliche und frühneuzeitliche Befunde im Bereich der katholischen Pfarrkirche Hl. Dreifaltigkeit von Kößlarn und dem befestigten Friedhof. | D-2-7644-0067 | weitere Bilder |
| (Standort)                              | Erdstall mittelalterlicher oder frühneuzeitlicher Zeitstellung. | D-2-7644-0097 |                |